# Elcserélt életek
Az Elcserélt életek (eredeti cím: Changeling) 2008-ban bemutatott amerikai filmdráma Clint Eastwood rendezésében. A forgatókönyvet J. Michael Straczynski írta. A film igaz történeten alapszik: egy olyan asszonyról szól, aki ráébred, hogy fia eltűnése után egy hasonmást kapott vissza. Mikor kérdőre vonja a hatóságokat, alkalmatlan anyának bélyegzik, és őrültnek nyilvánítják. Az események a Wineville-i tyúkketrec-gyilkosságokhoz kapcsolódnak, egy emberrablási és gyilkossági ügyhöz, amelyre 1928-ban derült fény. Az Elcserélt életek olyan témákat vizsgál, mint a nők jogainak elfojtása és a politikai körök korrupciója.

## Történet
1928 márciusának egyik szombat reggelén, Los Angelesben Christine Collins elbúcsúzik a kilencéves kisfiától, akit egyedül nevel, azután munkába megy. Este, amikor hazaér, a legszörnyűbb rémálma válik valóra: a kis Walternek nyoma veszett. Öt hónappal később a rendőrség bejelenti, hogy a kisfiú előkerült, és a nyomozást lezárták. Holott csak rábeszélték az asszonyt, hogy vigyen haza egy kisfiút, akiről pedig tudta, hogy nem az ő fia. Amikor Christine megpróbálja elérni a hatóságoknál, hogy folytassák a nyomozást, valóságos rágalomhadjárat indul ellene. Egyedül Briegleb tiszteletes személyében talál segítségre.

## Szereplők
| Szerep                           | Színész               | Magyar hang     |
| -------------------------------- | --------------------- | --------------- |
| Christine Collins                | Angelina Jolie        | Kéri Kitty      |
| Gustav Briegleb lelkész          | John Malkovich        | Kulka János     |
| J.J. Jones százados              | Jeffrey Donovan       | Görög László    |
| Lester Ybarra nyomozó            | Michael Kelly         | Fesztbaum Béla  |
| James E. Davis rendőrfőnök       | Colm Feore            | Rosta Sándor    |
| Gordon Northcott                 | Jason Butler Harner   | Szokol Péter    |
| Carol Dexter                     | Amy Ryan              | Kerekes Andrea  |
| Hahn                             | Geoff Pierson         | Szokolay Ottó   |
| Dr. Jonathan Steele              | Denis O'Hare          | Tarján Péter    |
| Ben Harris                       | Frank Wood            | Katona Zoltán   |
| Dr. Earl W. Tarr                 | Peter Gerety          | Várday Zoltán   |
| Cryer polgármester               | Reed Birney           | Beratin Gábor   |
| Arthur Hutchins                  | Devon Conti           | Kardos Bence    |
| Sanford Clark                    | Eddie Alderson        | Kilényi Márk    |
| Bíró                             | Ryan Cutrona          | Versényi László |
| Walter Collins                   | Gattlin Griffith      | Penke Soma      |
| Sandy                            | Michelle Gunn         |                 |
| Dr. John Montgomery              | John Harrington Bland | Hegedüs Miklós  |
| Mrs. Fox                         | Pamela Dunlap         | Koffler Gizi    |
| Morelli rendőrtiszt              | Roger Hewlett         | Szatmári Attila |
| Felvételes nővér a pszichiátrián | Wendy Worthington     | Némedi Mari     |
| Vizsgáló nővér a pszichiátrián   | Riki Lindhome         | Solecki Janka   |
| Páciens a pszichiátrián          | Dale Dickey           | Csampisz Ildikó |
| Adminisztrátor                   | David Goldman         | Hegedüs Miklós  |
| Rachel Clark                     | Kelly Lynn Warren     | Simon Eszter    |
| Bob Clark                        | Colby French          |                 |
| Mr. Thorpe                       | Peter Breitmayer      | Kajtár Róbert   |
| Mrs. Leanne Clay                 | Lily Knight           | Téglás Judit    |
| Mr. Clay                         | Jeffrey Hutchinson    |                 |
| Janet Hutchins                   | Mary Stein            | Csampisz Ildikó |
| David Clay                       | Asher Axe             | Penke Bence     |
| Börtönigazgató                   | E.J. Callahan         | Várday Zoltán   |
| Szakács                          | J.P. Bumstead         | Kajtár Róbert   |

## Produkció
A film az Imagine Entertainment és a Malpaso Productions közös produkciója, a forgalmazásért pedig a Universal Pictures felel. Eredetileg Ron Howard volt kijelölve rendezőnek, azonban az egyéb munkájával való egyeztetési nehézségek miatt Eastwood került a helyére. A film producerei az Imagine részéről Howard és Brian Grazer, a Malpaso részéről pedig Eastwood és Robert Lorenz voltak.
Straczynski, a forgatókönyvíró egy a Los Angeles-i városházán dolgozó kapcsolatától értesült az ügyről. Egy évet töltött a város archív feljegyzéseinek tanulmányozásával a forgatókönyv megírása előtt. Ez semmilyen változtatást nem igényelt Straczynski első vázlatához képest, s egyben az író első megfilmesített munkája volt. A felvételek 2007. október 15-én kezdődtek, s ugyanezen év novemberéig tartottak. A forgatási helyszínek között szerepelt Los Angeles és Dél-Kalifornia több más tája. Vizuális effekteket a távlati várossziluetthez, hátterekhez és digitális statiszták megjelenítéséhez alkalmaztak a készítők. Eastwood ismert gazdaságos rendezési módszerei az Elcserélt életek forgatására is kiterjedt; a színészek és stábtagok figyelemre méltónak találták a munkálatok nyugodtságát és a rövid munkanapokat.
Részben azért esett Angelina Jolie-ra a választás a főszereplő kérdésénél, mert Eastwood úgy érezte, arca illik a korabeli miliőbe. Christine Collins szerepéért továbbá Hilary Swank és Reese Witherspoon neve is felmerült.

## Fogadtatás
Az Elcserélt életek premierjére 2008. május 20-án került sor a 61. cannes-i filmfesztiválon, ahol meleg fogadtatásban részesült. Észak-amerikai bemutatója 2008. október 4-én volt a 46. New York-i Filmfesztiválon, majd egy hét limitált vetítést követően 2008. október 31-én országosan is forgalmazásba került. E szélesebb körű terjesztés alkalmával már sokkal vegyesebb kritikai visszajelzéssel szembesült a produkció; a színészi alakításokat és a történetet a film erősségének tartották, azonban hibának rótták fel a konvencionális előadásmódot és az árnyaltság hiányát. A film magyarországi bemutatója 2009. február 12-én volt.

## Fontosabb díjak, jelölések
- BAFTA-díj (2009)
  - jelölés: legjobb rendező – Clint Eastwood
  - jelölés: legjobb operatőr – Tom Stern
  - jelölés: legjobb eredeti forgatókönyv – J. Michael Straczynski
  - jelölés: legjobb jelmeztervezés – Deborah Hopper
  - jelölés: legjobb látványtervezés – James J. Murakami, Gary Fettis
  - jelölés: legjobb hang
  - jelölés: legjobb vágás – Gary Roach, Joel Cox
  - jelölés: legjobb női alakítás – Angelina Jolie
- Cannes-i fesztivál (2008)
  - jelölés: Arany Pálma – Clint Eastwood
- Golden Globe-díj (2009)
  - jelölés: legjobb filmzene – Clint Eastwood
  - jelölés:  legjobb színésznő – drámai kategória – Angelina Jolie
- Oscar-díj (2009)
  - jelölés: legjobb operatőr – Tom Stern
  - jelölés: legjobb látványtervezés – Gary Fettis, James J. Murakami
  - jelölés: legjobb női alakítás – Angelina Jolie